# Colle di Bardoney
Il Colle di Bardoney (pron. AFI: [baʁdɔnɛj]; 2.883 m s.l.m.) è un valico che collega la val di Cogne con la val Soana.

## Caratteristiche

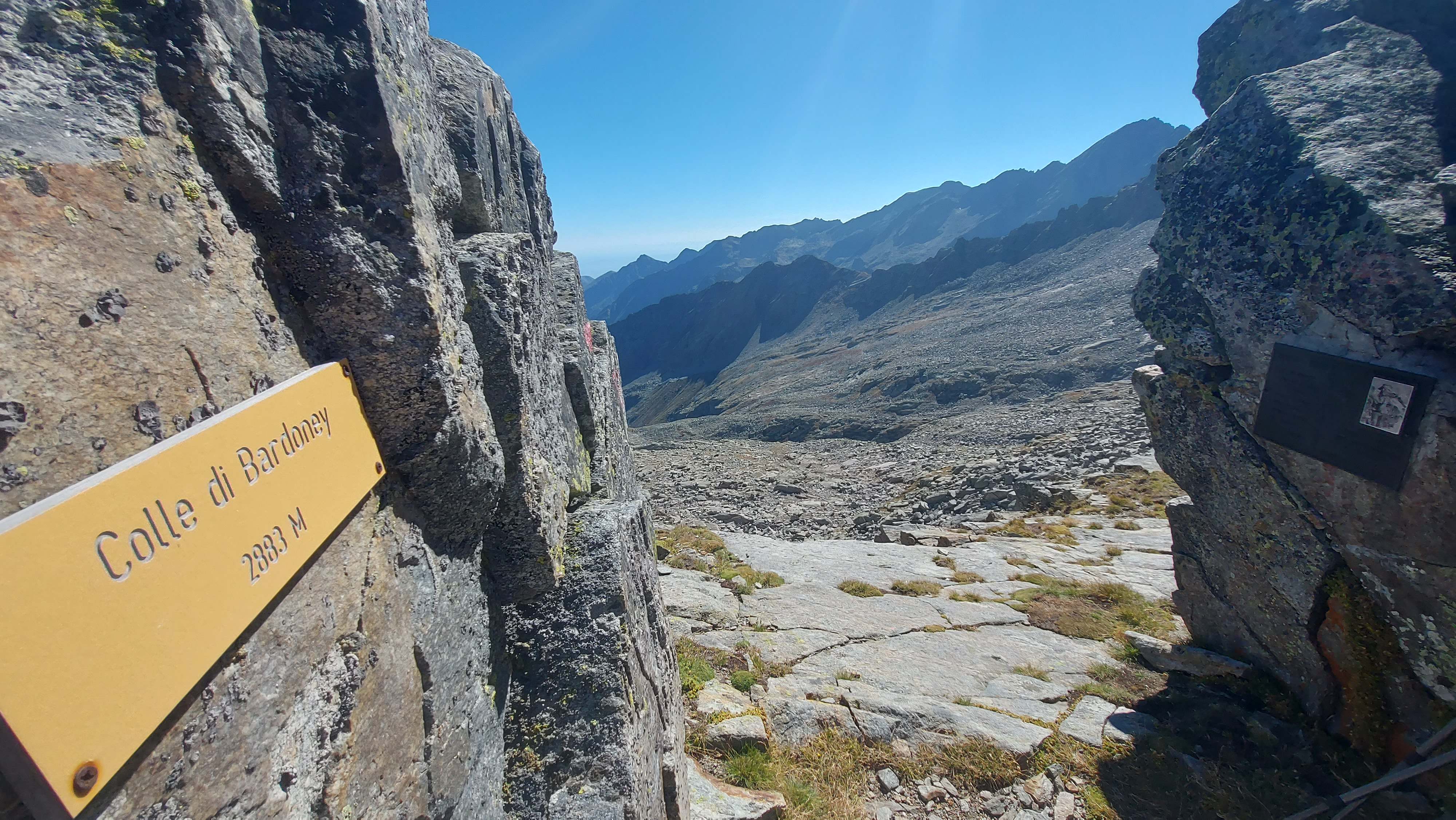
L'intaglio del colle guardando verso la Val Soana.

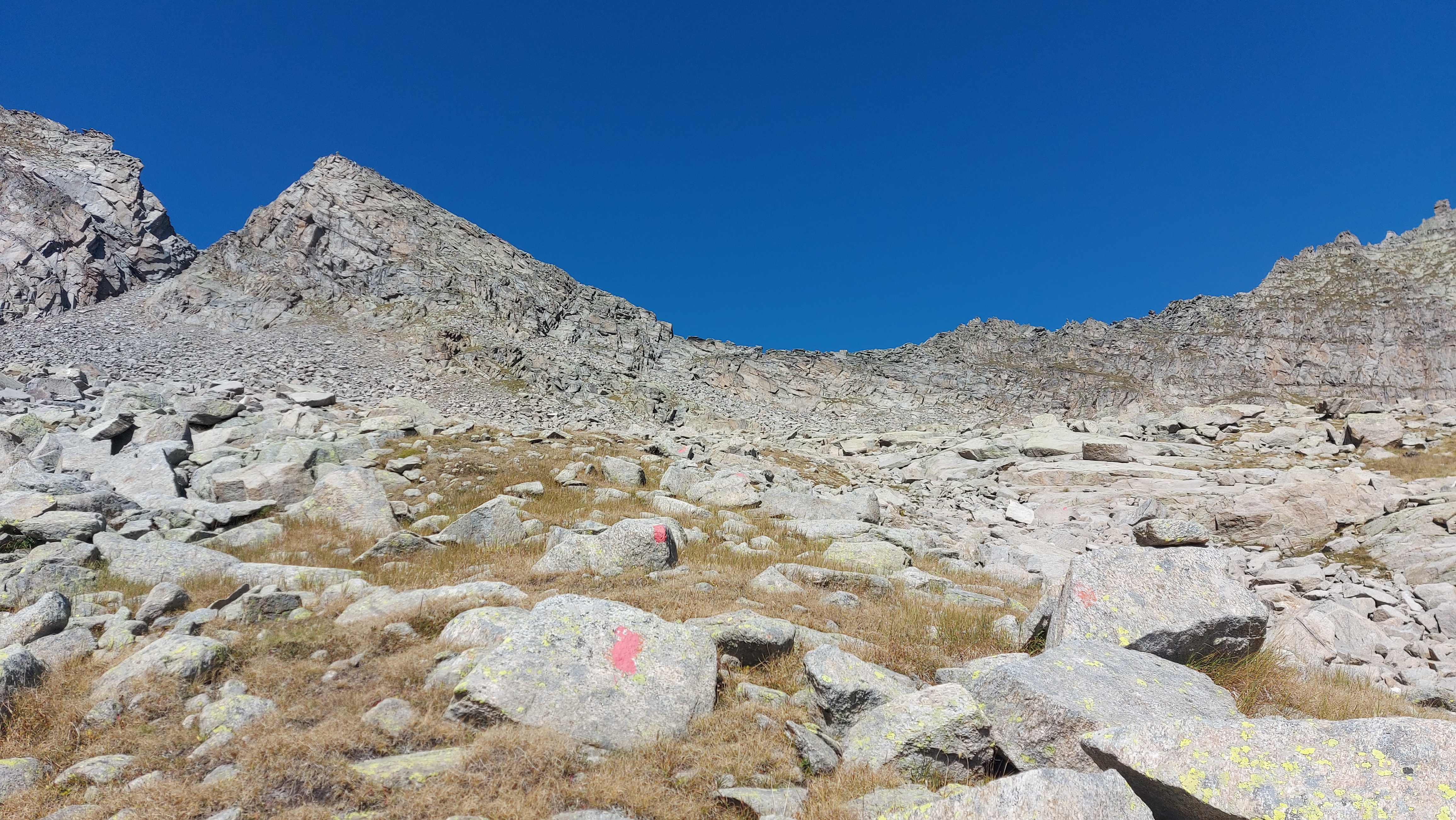
Il colle visto salendo dalla Val Soana.

Il valico si trova tra il vallone di Bardoney laterale della valle di Cogne ed il vallone di Forzo laterale della Val Soana.

## Accesso al colle
Dal versante piemontese si può salire al colle partendo da Forzo, frazione Valprato Soana, mentre dal versante valdostano si può partire da Lillaz. Da Forzo si sale il vallone, si passa dal bivacco Pier Mario Davito e si arriva al colle.